# Jakob Agermose Pedersen
Jakob Agermose Pedersen (født 21. april 1976) er en dansk skuespiller og forfatter. Jakob har studeret skrivekunst på SDU og er uddannet fra Skuespillerskolen Ophelia i 2012. Han har blandt andet medvirket i Arvingerne, Jeg er William og I krig & kærlighed. Desuden debuterede han som børnebogsforfatter i 2024 med bogen "Forglem mig ej" på forlaget Carlsen.